# Gosseletinidae
De Gosseletinidae zijn een familie van uitgestorven weekdieren uit de klasse van de Gastropoda (slakken).

## Geslacht
- Balbinipleura
- Glabrocingulum
- Globodoma
- Glyptomaria
- Gosseletina Bayle, 1885  †
- Kirchneriella
- Nodulispira
- Promourionia
- Trepospira